# Antigua i Barbuda na Letnich Igrzyskach Olimpijskich 2020
Antigua i Barbuda na Letnich Igrzyskach Olimpijskich 2020 – występ kadry sportowców reprezentujących Antiguę i Barbudę na igrzyskach olimpijskich, które odbyły się w Tokio w Japonii, w dniach 23 lipca – 8 sierpnia 2021 roku.
Reprezentacja Antigui i Barbudy liczyła sześcioro zawodników – trzech mężczyzn i trzy kobiety, którzy wystąpili w 4 dyscyplinach.
Był to jedenasty start tego kraju na letnich igrzyskach olimpijskich.

## Reprezentanci

### Boks
Mężczyźni
| Zawodnik    | Konkurencja | 1/16             | 1/8              | Ćwierćfinał      | Półfinał         | Finał            | Finał   |
| Zawodnik    | Konkurencja | Przeciwnik Wynik | Przeciwnik Wynik | Przeciwnik Wynik | Przeciwnik Wynik | Przeciwnik Wynik | Miejsce |
| ----------- | ----------- | ---------------- | ---------------- | ---------------- | ---------------- | ---------------- | ------- |
| Alston Ryan | waga lekka  | Bachkov P 0–5    | NQ               | NQ               | NQ               | NQ               | 17.     |

### Lekkoatletyka
Mężczyźni
| Zawodnik      | Konkurencja            | Eliminacje | Eliminacje | Ćwierćfinał | Ćwierćfinał | Półfinał | Półfinał | Finał | Finał   | Pozycja |
| Zawodnik      | Konkurencja            | Czas       | Miejsce    | Czas        | Miejsce     | Czas     | Miejsce  | Czas  | Miejsce | Pozycja |
| ------------- | ---------------------- | ---------- | ---------- | ----------- | ----------- | -------- | -------- | ----- | ------- | ------- |
| Cejhae Greene | Bieg na 100 m mężczyzn | BYE        | BYE        | 10,25       | 37.         | NQ       | NQ       | NQ    | NQ      | 37.     |

Kobiety
| Zawodnik     | Konkurencja          | Eliminacje | Eliminacje | Ćwierćfinał | Ćwierćfinał | Półfinał | Półfinał | Finał | Finał   | Pozycja |
| Zawodnik     | Konkurencja          | Czas       | Miejsce    | Czas        | Miejsce     | Czas     | Miejsce  | Czas  | Miejsce | Pozycja |
| ------------ | -------------------- | ---------- | ---------- | ----------- | ----------- | -------- | -------- | ----- | ------- | ------- |
| Joella Lloyd | Bieg na 100 m kobiet | 11,55      | 3. Q       | 11,54       | 46.         | NQ       | NQ       | NQ    | NQ      | 46.     |

### Pływanie
Mężczyźni
| Zawodnik         | Konkurencja        | Eliminacje | Eliminacje | Półfinał | Półfinał | Finał | Finał   | Pozycja |
| Zawodnik         | Konkurencja        | Czas       | Miejsce    | Czas     | Miejsce  | Czas  | Miejsce | Pozycja |
| ---------------- | ------------------ | ---------- | ---------- | -------- | -------- | ----- | ------- | ------- |
| Stefano Mitchell | 100 m st. dowolnym | 51,64      | 51.        | NQ       | NQ       | NQ    | NQ      | 51.     |

Kobiety
| Zawodnik         | Konkurencja       | Eliminacje | Eliminacje | Półfinał | Półfinał | Finał | Finał   | Pozycja |
| Zawodnik         | Konkurencja       | Czas       | Miejsce    | Czas     | Miejsce  | Czas  | Miejsce | Pozycja |
| ---------------- | ----------------- | ---------- | ---------- | -------- | -------- | ----- | ------- | ------- |
| Samantha Roberts | 50 m st. dowolnym | 27,63      | 54.        | NQ       | NQ       | NQ    | NQ      | 54.     |

### Żeglarstwo
Kobiety
| Zawodnik      | Konkurencja  | Wyścig | Wyścig | Wyścig | Wyścig | Wyścig | Wyścig | Wyścig | Wyścig | Wyścig | Wyścig | Wyścig | Punkty | Finałowa pozycja |
| Zawodnik      | Konkurencja  | 1      | 2      | 3      | 4      | 5      | 6      | 7      | 8      | 9      | 10     | M      | Punkty | Finałowa pozycja |
| ------------- | ------------ | ------ | ------ | ------ | ------ | ------ | ------ | ------ | ------ | ------ | ------ | ------ | ------ | ---------------- |
| Jalese Gordon | Laser Radial | 42     | 43     | 42     | 43     | 41     | 42     | 37     | 42     | 38     | 41     | NQ     | 368    | 43.              |